# Showtek
Showtek est un groupe musical néerlandais d'electro house, anciennement de hardstyle, composé des deux producteurs, disc jockeys et frères Wouter et Sjoerd Janssen. Originaire d'Eindhoven et actif depuis 2001, le duo parvient régulièrement à atteindre le haut de multiples classements musicaux et à travailler aux côtés d'artistes tels que Tiësto, Chris Brown, deadmau5, et David Guetta. Showtek est classé 17e au DJ TOP 100 2014. Les deux frères proposent également des podcasts sur le service d'écoute musicale iTunes (Skink Radio Show).

## Biographie
Les frères Wouter et Sjoerd Janssen commencent leur carrière musicale dans la musique électronique, plus précisément dans la musique techno en 2001, puis se focalise principalement sur le hardstyle dès 2003,. À cette période, Wouter compose généralement du hard trance sous le nom de scène de Walt, et Sjoerd généralement du hardstyle sous le nom de Duro. Après s'être investi dans le mixage, ils font paraître leur tout premier album intitulé Today Is Tomorrow en 2007 sous leur label indépendant Dutch Master Works ; l'album est bien accueilli dans les classements musicaux néerlandais à la 68e place, et très bien accueilli sur Partyflock avec une note de 95/100. En 2009, leur second album, Analogue Players in a Digital World, est dévoilé lors du Amsterdam Dance Event aux Pays-Bas, et distribué par le label Central Station Records. L'album est bien accueilli par la presse spécialisée,, qui leur permet également l'accès à des récompenses.
En 2011, le groupe collabore avec le célèbre producteur néerlandais Tiësto pour l'album Kiss From The Past de Allure, l'un des projets musicaux de Tiësto. En 2012, ils continuent leur collaboration avec Tiësto pour les titres Miami / Chasing Summers inclus dans l'album Club Life: Volume Two Miami et le titre intitulé Hell Yeah!, commercialisé en juin la même année. Ils sont également liés à la musique Nobody's Perfect de Chris Brown. En 2012, les deux frères travaillent ensemble dans un projet nommé Crazy Collabs, principalement composé de titres à succès, également en collaboration avec d'autres artistes du domaine dance,,. En 2013, Showtek atteint le top 40 néerlandais avec les titres Cannonball (5e, avec Justin Prime), Slow Down (18e), Get Loose (24e, avec Noisecontrollers) et Booyah (14e, avec We Are Loud et Sonny Wilson). Le 30 décembre 2013, le duo néerlandais annonce le lancement de leur propre label, Skink.
En 2014, ils collaborent avec Vassy et David Guetta pour le titre Bad, qui est listé pendant 239 semaines de 19 différents classements musicaux.
En 2016 , ils retournent aux sources avec " Mellow" en featuring avec TNT Aka Technoboy n' Tuneboy , qui est un hommage à leurs années hardstyle . En 2017 , les deux frères sortent leur EP "Amen" qui contient le titre " Don't Shoot" en featuring avec le chanteur jamaïcain GC , qui est un hymne contre les violences policières et le racisme . En 2018 les Showtek collaborent avec 2 de leurs idoles : Moby (pour le titre "Natural Blues") et le chanteur hawaiien Wyclef Jean (Pour "Down Easy" en featuring avec Starley Et MOTi) En 2019 , les deux frères sortent leur titre très attendu "Listen To Your Momma" qui a été joué pour la première fois lors du festival Tomorrowworld 2014 . A la fin du mois d'août de la même année, le duo annonce une collaboration avec la superstar mexicaine Belinda et le producteur star Nacho. Le 21 octobre 2021 au soir, ils mixent à l’Accor Hotel Arena, à Paris, dans le cadre du Fun Radio Ibiza experience.

## Discographie

### Singles
| Titre                                                                          | Année | Positions | Positions | Positions | Positions | Positions | Positions | Positions | Positions | Positions | Positions | Certifications                | Album                            |
| Titre                                                                          | Année | NLD       | ALL       | AUT       | BEL (FL)  | BEL (WAL) | FRA       | IRL       | R-U       | SUE       | SUI       | Certifications                | Album                            |
| ------------------------------------------------------------------------------ | ----- | --------- | --------- | --------- | --------- | --------- | --------- | --------- | --------- | --------- | --------- | ----------------------------- | -------------------------------- |
| Save the Day / Bassment                                                        | 2001  | —         | —         | —         | —         | —         | —         | —         | —         | —         | —         |                               | Today is Tomorrow                |
| Controller                                                                     | 2001  | —         | —         | —         | —         | —         | —         | —         | —         | —         | —         |                               | Non-album singles                |
| Save the Day Again                                                             | 2004  | —         | —         | —         | —         | —         | —         | —         | —         | —         | —         |                               | Non-album singles                |
| Choruz                                                                         | 2004  | —         | —         | —         | —         | —         | —         | —         | —         | —         | —         |                               | Non-album singles                |
| Brain Crackin'                                                                 | 2005  | —         | —         | —         | —         | —         | —         | —         | —         | —         | —         |                               | Today is Tomorrow                |
| Rockin' Steady / I Like the Bass (avec Deepack)                                | 2005  | —         | —         | —         | —         | —         | —         | —         | —         | —         | —         |                               | Today is Tomorrow                |
| 3 the Hard Way / Bangin' (vs. Gizmo)                                           | 2006  | —         | —         | —         | —         | —         | —         | —         | —         | —         | —         |                               | Today is Tomorrow                |
| Puta Madre                                                                     | 2006  | —         | —         | —         | —         | —         | —         | —         | —         | —         | —         |                               | Today is Tomorrow                |
| The Colour of the Harder Styles (Defqon 1 Anthem 2006)                         | 2006  | 47        | —         | —         | —         | —         | —         | —         | —         | —         | —         |                               | Today is Tomorrow                |
| Seid ihr bereid                                                                | 2006  | 98        | —         | —         | —         | —         | —         | —         | —         | —         | —         |                               | Today is Tomorrow                |
| FTS                                                                            | 2007  | —         | —         | —         | —         | —         | —         | —         | —         | —         | —         |                               | Today is Tomorrow                |
| Shout Out (featuring MCDV8)                                                    | 2007  | —         | —         | —         | —         | —         | —         | —         | —         | —         | —         |                               | Today is Tomorrow                |
| Born 4 Thiz / Raver (featuring MCDV8)                                          | 2007  | —         | —         | —         | —         | —         | —         | —         | —         | —         | —         |                               | Today is Tomorrow                |
| We Live for the Music / Scratch                                                | 2008  | —         | —         | —         | —         | —         | —         | —         | —         | —         | —         |                               | Non-album singles                |
| Black 2008                                                                     | 2008  | —         | —         | —         | —         | —         | —         | —         | —         | —         | —         |                               | Non-album singles                |
| Hold Us Back / Back 2 Skool / Back 2 Reality (featuring MCDV8)                 | 2009  | —         | —         | —         | —         | —         | —         | —         | —         | —         | —         |                               | Non-album singles                |
| Expansion                                                                      | 2010  | —         | —         | —         | —         | —         | —         | —         | —         | —         | —         |                               | Non-album singles                |
| Breakbeat Junkie                                                               | 2010  | —         | —         | —         | —         | —         | —         | —         | —         | —         | —         |                               | Non-album singles                |
| Music on My Mind (featuring Lexi Jean)                                         | 2011  | —         | —         | —         | —         | —         | —         | —         | —         | —         | —         |                               | Non-album singles                |
| Dirty Hard                                                                     | 2011  | —         | —         | —         | —         | —         | —         | —         | —         | —         | —         |                               | Non-album singles                |
| How We Do (avec Hardwell)                                                      | 2012  | 91        | —         | —         | —         | —         | —         | —         | —         | —         | —         |                               | Essentials                       |
| Memories                                                                       | 2012  | —         | —         | —         | —         | —         | —         | —         | —         | —         | —         |                               | Non-album singles                |
| Beats of Life (featuring MC Stretch)                                           | 2012  | —         | —         | —         | —         | —         | —         | —         | —         | —         | —         |                               | Non-album singles                |
| Cannonball (avec Justin Prime)                                                 | 2012  | 6         | —         | —         | 5         | 7         | 45        | —         | —         | —         | —         | - NVPI: Or - BEA: Or          | Non-album singles                |
| Slow Down (Anthem Emporium 2013)                                               | 2013  | 23        | —         | —         | 17        | 16        | 15        | —         | —         | —         | —         |                               | Essentials                       |
| Get Loose (avec Noisecontrollers)                                              | 2013  | 32        | —         | —         | —         | —         | —         | —         | —         | —         | —         |                               | Essentials                       |
| Booyah (featuring We Are Loud & Sonny Wilson)                                  | 2013  | 15        | 56        | 50        | 23        | 25        | 22        | 40        | 5         | 56        | 45        |                               | Essentials                       |
| Cannonball (Earthquake) (avec Justin Prime featuring Matthew Koma)             | 2013  | —         | —         | —         | —         | —         | 143       | 59        | 29        | —         | —         |                               | Essentials                       |
| We Like to Party                                                               | 2013  | 51        | —         | —         | 25        | 43        | 112       | —         | —         | —         | —         |                               | Non-album single                 |
| Bouncer (avec Ookay)                                                           | 2014  | —         | —         | —         | —         | —         | —         | —         | —         | —         | —         |                               | Essentials / Skinkalation Vol. 1 |
| Bad (avec David Guetta featuring Vassy)                                        | 2014  | 13        | 19        | 15        | 9         | 6         | 6         | 33        | 22        | 2         | 28        | - ARIA: Platine - BPI: Argent | Listen                           |
| Wasting Our Lives (We Like to Party) (featuring Tryna)                         | 2014  | —         | —         | —         | —         | —         | —         | —         | —         | —         | —         |                               | Essentials                       |
| 90's By Nature (featuring MC Ambush)                                           | 2014  | 90        | —         | —         | —         | —         | —         | —         | —         | —         | —         |                               | Essentials / Skinkalation Vol. 1 |
| Satisfied (featuring Vassy)                                                    | 2015  | —         | —         | —         | —         | —         | —         | —         | —         | —         | —         |                               | Essentials                       |
| Sun Goes Down (avec David Guetta featuring Magic! & Sonny Wilson)              | 2015  | —         | 67        | —         | —         | —         | 39        | —         | —         | —         | —         |                               | Listen                           |
| N2U (avec Eva Shaw featuring Martha Wash)                                      | 2015  | —         | —         | —         | —         | —         | —         | —         | —         | —         | —         |                               | Non-album singles                |
| Mellow (vs. Technoboy & Tuneboy)                                               | 2016  | —         | —         | —         | —         | —         | —         | —         | —         | —         | —         |                               | Non-album singles                |
| Swipe                                                                          | 2016  | —         | —         | —         | —         | —         | —         | —         | —         | —         | —         |                               | Non-album singles                |
| Believer (avec Major Lazer)                                                    | 2016  | 41        | —         | —         | —         | —         | 48        | —         | —         | —         | —         | - NVPI: Platine               | Non-album singles                |
| On Our Own (avec Brooks featuring Natalie Major)                               | 2017  | —         | —         | —         | —         | —         | —         | —         | —         | —         | —         |                               | Non-album singles                |
| Amen (featuring Freetown Collective)                                           | 2017  | —         | —         | —         | —         | —         | —         | —         | —         | —         | —         |                               | Amen EP                          |
| Moshpit (featuring GC)                                                         | 2017  | —         | —         | —         | —         | —         | —         | —         | —         | —         | —         |                               | Amen EP                          |
| Don't Shoot (avec GC)                                                          | 2017  | —         | —         | —         | —         | —         | —         | —         | —         | —         | —         |                               | Amen EP                          |
| Natural Blues (avec Moby)                                                      | 2018  | —         | —         | —         | —         | —         | —         | —         | —         | —         | —         |                               | Non-album singles                |
| Your Love (avec David Guetta)                                                  | 2018  | —         | 70        | —         | —         | —         | 83        | —         | —         | 32        | 53        |                               | Non-album singles                |
| Down Easy (avec MOTi featuring Starley & Wyclef Jean)                          | 2018  | —         | —         | —         | —         | —         | —         | —         | —         | —         | —         |                               | Non-album singles                |
| Momma (featuring Earl St. Clair)                                               | 2019  | —         | —         | —         | —         | —         | —         | —         | —         | —         | —         |                               | Non-album singles                |
| Listen to Your Momma (featuring Leon Sherman)                                  | 2019  | —         | —         | —         | —         | —         | —         | —         | —         | —         | —         |                               | Non-album singles                |
| We Found Love (avec Sultan & Shepard)                                          | 2019  | —         | —         | —         | —         | —         | —         | —         | —         | —         | —         |                               | Echoes of Life: Day              |
| Way We Used 2 (avec Sultan & Shepard)                                          | 2019  | —         | —         | —         | —         | —         | —         | —         | —         | —         | —         |                               | Non-album single                 |
| Rave (avec Steve Aoki & MAKJ featuring Kris Kiss)                              | 2019  | —         | —         | —         | —         | —         | 126       | —         | —         | —         | —         |                               | Neon Future IV                   |
| EDM Sucks (avec Gammer)                                                        | 2019  | —         | —         | —         | —         | —         | —         | —         | —         | —         | —         |                               | EDM Sucks / Island Boy           |
| Island Boy (avec Dropgun featuring Elephant Man & GC)                          | 2019  | —         | —         | —         | —         | —         | —         | —         | —         | —         | —         |                               | EDM Sucks / Island Boy           |
| Straight Shots (avec Linka & Mondello' G featuring GC)                         | 2019  | —         | —         | —         | —         | —         | —         | —         | —         | —         | —         |                               | EDM Sucks / Island Boy           |
| The Weekend (avec Spree Wilson featuring Eva Shaw)                             | 2020  | —         | —         | —         | —         | —         | —         | —         | —         | —         | —         |                               | Non-album singles                |
| Una Mamacita (avec Belinda & Nacho)                                            | 2020  | —         | —         | —         | —         | —         | —         | —         | —         | —         | —         |                               | Non-album singles                |
| Show Some Love (featuring Sonofsteve)                                          | 2020  | —         | —         | —         | —         | —         | —         | —         | —         | —         | —         |                               | Non-album singles                |
| Someone Like Me (featuring Lxandra)                                            | 2021  | —         | —         | —         | —         | —         | —         | —         | —         | —         | —         |                               | Non-album singles                |
| Pum Pum (avec Sevenn)                                                          | 2021  | —         | —         | —         | —         | —         | —         | —         | —         | —         | —         |                               | Non-album singles                |
| Mercy (avec Noise Cans featuring Capleton)                                     | 2021  | —         | —         | —         | —         | —         | —         | —         | —         | —         | —         |                               | Mercy EP                         |
| What is Love (featuring Theresa Rex)                                           | 2021  | —         | —         | —         | —         | —         | —         | —         | —         | —         | —         |                               | Non-album singles                |
| Wij Zijn Eindhoven                                                             | 2022  | —         | —         | —         | —         | —         | —         | —         | —         | —         | —         |                               | Non-album singles                |
| Pour It Down (avec Vérité)                                                     | 2022  | —         | —         | —         | —         | —         | —         | —         | —         | —         | —         |                               | Non-album singles                |
| Live in a Bubble (avec LIIV)                                                   | 2022  | —         | —         | —         | —         | —         | —         | —         | —         | —         | —         |                               | Non-album singles                |
| Welcome Back Home (featuring MC Ambush)                                        | 2022  | —         | —         | —         | —         | —         | —         | —         | —         | —         | —         |                               | Non-album singles                |
| Burn (avec Timmy Trumpet)                                                      | 2022  | —         | —         | —         | —         | —         | —         | —         | —         | —         | —         |                               | Non-album singles                |
| Free (avec Silverland)                                                         | 2022  | —         | —         | —         | —         | —         | —         | —         | —         | —         | —         |                               | Non-album singles                |
| In My Soul (avec Lockdown)                                                     | 2022  | —         | —         | —         | —         | —         | —         | —         | —         | —         | —         |                               | Non-album singles                |
| One Life (featuring Sonofsteve)                                                | 2022  | —         | —         | —         | —         | —         | —         | —         | —         | —         | —         |                               | Non-album singles                |
| Everybody (featuring Eday)                                                     | 2023  | —         | —         | —         | —         | —         | —         | —         | —         | —         | —         |                               | Non-album singles                |
| BT1 (avec Ookay)                                                               | 2023  | —         | —         | —         | —         | —         | —         | —         | —         | —         | —         |                               | Non-album singles                |
| Happy                                                                          | 2023  | —         | —         | —         | —         | —         | —         | —         | —         | —         | —         |                               | Non-album singles                |
| "—" signifie que le single n'est pas sorti ou ne s'est pas classé dans ce pays |       |           |           |           |           |           |           |           |           |           |           |                               |                                  |

### Remixes
- 2001 : Walt vs. Zero-Gi - Exciter (Showtek Remix)
- 2001 : The Company - Bulls Eye (Showtek Remix)
- 2002 : Desperation - Our Reservation (Showtek Remix)
- 2002 : DJ Duro - Again (Showtek Remix)
- 2003 : Trance Generators - Darkness Will Rule (Showtek Remix)
- 2003 : Methods of Mayhem - F.Y.U. (Showtek Remix)
- 2003 : Hardheadz - Wreck The Rmx (Showtek Remix)
- 2003 : DJ Duro - Just Begun (Showtek Remix)
- 2004 : Zero Vision - Right Here (Showtek Remix)
- 2004 : DJ Jorn - This Is Your Brain (Showtek Remix)
- 2004 : Headliner - B.O.D.Y.P.U.M.P. (Showtek Rmx)
- 2004 : Philippe Rochard meets Nu-Pulse - The Survivors of Hardstyle (Showtek Remix)
- 2006 : DJ Duro - Phenomenon (Showtek Remix)
- 2007 : Charly Lownoise & Mental Theo - Wonderful Days 2.08 (Showtek Remix)
- 2007 : Brennan Heart - Revival X (Showtek Remix)
- 2007 : DJ Isaac - Backstage (Showtek Remix)
- 2007 : Donkey Rollers - No One Can Stop Us (Showtek Kwartjes Mix)
- 2008 : Zushi - La La Song (Showtek Remix)
- 2009 : Abyss & Judge - Hardstyle Revolution (Showtek Remix)
- 2010 : Walt & Feliz - Expansion (Showek Live Mix)
- 2010 : Marcel Woods - The Bottle (Showtek Remix)
- 2010 : System F - Out of the Blue 2010 (Showtek Remix)
- 2013 : Dirty South & Alesso featuring Ruben Haze - City of Dreams (Showtek Remix)
- 2013 : Carly Rae Jepsen - Tonight I'm Getting Over You (Showtek Remix)
- 2014 : MAKJ & M35 - Go (Showtek Edit)
- 2014 : Eva Shaw - Jungle Space (Showtek Edit)
- 2014 : David Guetta featuring Sam Martin - Lovers on the Sun (Showtek Remix)
- 2015 : Twoloud - Move (Showtek Edit)
- 2019 : Major Lazer featuring Skip Marley - Can't Take It From Me (Showtek Remix)
- 2021 : Showtek featuring Sonofsteve - Show Some Love (Showtek Festival Mix)
- 2022 : Showtek & LIIV - Live in a Bubble (Showtek Festival Mix)
- 2022 : Oliver Tree & Robin Schulz - Miss You (Showtek Remix)